# Byrd Canyon
Byrd Canyon är en undervattenskanjon i Antarktis. Den ligger i havet utanför Västantarktis. Nya Zeeland gör anspråk på området.